# Ljudevit Vujković Lamić – Moco
Ljudevit Vujković Lamić – Moco (Subotica, 12. kolovoza 1907. – 28. veljače 1972.) je bio bački hrvatski pjesnik, pisac pripovjedaka, esejist i javni djelatnik. Svojim književničkim radom si je izborio mjesto u antologijama, zbornicima i hrestomatijama.

## Životopis
Rodio se u seoskoj obitelji 1907. godine. U Subotici je pohađao gimnaziju, kad se i počeo baviti športom. Studirao je pravo na Pravnom fakultetu u Zagrebu i Subotici. U Zagrebu je bio članom HAŠK-a, a u Subotici športskog kluba Bačka. Bio je članom sokolskog pokreta odnosno članom subotičkog Hrvatskog katoličkog orla. Zaposlio se 1932. godine. Prvo radno mjesto bilo mu je u subotičkom Gradskom poglavarstvu Subotice. U međuratnom razdoblju Do rata radio je na financijskim poslovima. Pred rat postao je članom HSS-a. Nakon rata nastavio je raditi na financijskim poslovima.
Pored kulturnog, bio je poznat i u športskom svijetu. Bio je nogometni i atletski trener, svestrani športaš, ali i športski sudac u više športskih grana (nogomet, rukomet, atletika). Obnašao je dužnosti u atletskoj trenerskoj i sudačkoj organizaciji.
Dok je bio aktivnim športašem, natjecao se kao atletičar. Sudjelovao je na OI 1936. godine.
Za sve svoje djelovanje je dobio mnoge značajne nagrade na državnim i svjetskim natjecanjima. Za svoj sudački, trenerski i dužnosnički rad dobio je mnoštvo nagrada. Ističe se Orden sa zlatnim vijencem predsjednika SFRJ koji je dobio 1972. godine.
Bio je športskim novinarom. Pisao je za zagrebačke listove Sportske novosti i Jutarnji list, Subotički športski list te za Vreme iz Beograda.
Bio je i poznat filatelist, ali je bio ljubitelji i inih društvenih aktivnosti. Jednim je od osoba koje su inicirale i organizirale obnovljenu Dužijancu 1968. godine. Djelovao je pri Bunjevačkom momačkom kolu i Hrvatskoj kulturno prosvjetnoj zajednici.
Surađivao je na enciklopedijskom projektu Leksikografskog zavoda iz Zagreba Enciklopedija fizičke kulture.
Otac je Ljudevita Vujkovića Lamića. Svoju strast prema atletici i javnom kulturnom radu je prenio i na sina, tako da mu je sin poslije došao do mjesta atletskog sudca i člana Hrv. nacionalnog vijeća R. Srbije. 
Svojim djelima je ušao u antologiju proze i poezije bunjevačkih Hrvata iz 1971., sastavljača Geze Kikića, u izdanju Matice hrvatske.
Pisao je pjesme koje je objavio u nekoliko časopisa, među ostalim u Klasju naših ravni.

## Vanjske poveznice
- Članak na Subotica.info  Arhivirana inačica izvorne stranice od 27. rujna 2007. (Wayback Machine) 100_ godina od rođenja Ljudevita Vujkovića Lamića – Moce
- Članak u "Hrvatskoj riječi"  Arhivirana inačica izvorne stranice od 27. rujna 2007. (Wayback Machine) Očevim stopama uz atletsku stazu
- Antologija proze bunjevačkih Hrvata  Arhivirana inačica izvorne stranice od 15. travnja 2008. (Wayback Machine) – Ljudevit Vujković
- Antologija poezije bunjevačkih Hrvata  Arhivirana inačica izvorne stranice od 17. travnja 2008. (Wayback Machine)